# 2009 en Guadeloupe
 (juillet 2025).
La mise en forme du texte ne suit pas les recommandations de Wikipédia : il faut le « wikifier ».
Les points d'amélioration suivants sont les cas les plus fréquents :
- Les titres sont pré-formatés par le logiciel. Ils ne sont ni en capitales, ni en gras.
- Le texte ne doit pas être écrit en capitales (les noms de famille non plus), ni en gras, ni en italique, ni en « petit »…
- Le gras n'est utilisé que pour surligner le titre de l'article dans l'introduction, une seule fois.
- L'italique est rarement utilisé : mots en langue étrangère, titres d'œuvres, noms de bateaux, etc.
- Les citations ne sont pas en italique mais en corps de texte normal. Elles sont entourées par des guillemets français : « et ».
- Les listes à puces sont à éviter, des paragraphes rédigés étant largement préférés. Les tableaux sont à réserver à la présentation de données structurées (résultats, etc.).
- Les appels de note de bas de page (petits chiffres en exposant, introduits par l'outil «  Source ») sont à placer entre la fin de phrase et le point final[comme ça].
- Les liens internes (vers d'autres articles de Wikipédia) sont à choisir avec parcimonie. Créez des liens vers des articles approfondissant le sujet. Les termes génériques sans rapport avec le sujet sont à éviter, ainsi que les répétitions de liens vers un même terme.
- Les liens externes sont à placer uniquement dans une section « Liens externes », à la fin de l'article. Ces liens sont à choisir avec parcimonie suivant les règles définies. Si un lien sert de source à l'article, son insertion dans le texte est à faire par les notes de bas de page.
- La présentation des références doit suivre les conventions bibliographiques. Il est recommandé d'utiliser les modèles {{Ouvrage}}, {{Chapitre}}, {{Article}}, {{Lien web}} et/ou {{Bibliographie}}. Le mode d'édition visuel peut mettre en forme automatiquement les références.
- Insérer une infobox (cadre d'informations à droite) n'est pas obligatoire pour parachever la mise en page.

Pour une aide détaillée, merci de consulter Aide:Wikification.
Si vous pensez que ces points ont été résolus, vous pouvez retirer ce bandeau et améliorer la mise en forme d'un autre article.
Cet article présente les faits marquants de l'année 2009 en Guadeloupe.

## Évènements

### Janvier
- Lundi 19 janvier 2009 : 46 organisations syndicales, professionnelles et politiques appellent à une grève reconductible à partir de mardi pour « exiger la baisse des prix de tous les produits de première nécessité, des impôts et taxes » et du carburant — une des revendications des  est la baisse « immédiate » de 50 centimes du prix des carburants. La quasi-totalité des 115 stations-service de la Guadeloupe, exigeant l'arrêt de l'implantation de toute nouvelle station-service, n'ont pas ouvert à la suite du mot d'ordre de fermeture illimitée lancé par l'organisation professionnelle de leurs gérants. Début décembre, des barrages routiers, élevés pour protester contre le prix des carburants, avaient paralysé l'île pendant quatre jours, ils avaient été levés le 11 décembre, après l'annonce d'une baisse des prix des carburants par le secrétaire d'État à l'Outre-mer Yves Jégo[1].

- Mercredi 21 janvier 2009 : La mobilisation contre « la vie chère » se durcit avec l'organisation d'« opérations de mobilisation active visant à démontrer la résolution des manifestants ». Les organisateurs se sont associés pour la circonstance dans un « Lyannaj kont pwofitasyon » (Comité contre la profitation) regroupant des partis et organisations politiques de gauche (PC guadeloupéen, MoDem, Les Verts, entre autres) et des associations culturelles militant pour l'identité créole.

- Jeudi 29 janvier 2009 : La grève générale contre la vie chère paralyse la Guadeloupe depuis 10 jours. Le collectif LKP (Lyannaj kont profytasion) dirige les opérations. Écoles, magasins, supermarchés et stations d'essence sont fermés. Le syndicat du patronat estime que le manque à gagner pour la première semaine se monte à 130 millions d'euros et « sera lourd de conséquences à long terme ».

### Février
- Dimanche 1er février 2009 :
  - Le secrétaire d'État chargé de l'Outremer, Yves Jego, arrive en Guadeloupe, pour y séjourner, selon son cabinet, « pour une durée indéterminée, aucune date de retour n'étant fixée ». Yves Jégo déclare : Je n'ai pas de calendrier de retour, je suis installé ici et, grâce aux moyens modernes de technologie, je peux gérer l'Outremer comme je le ferais de la rue Oudinot, où siège le secrétariat d'État. Le président du conseil régional Victorin Lurel (PS) déclare : « J'ai dit à Yves Jégo au téléphone qu'il fallait venir avec des mesures fortes, et que ce n'était pas simplement de l'argent, car il y a là une vraie crise sociale, une crise institutionnelle pour certains ».
  - À Basse-Terre, le secrétaire d'État chargé de l'Outremer, Yves Jego, annonce « un plan global avec des mesures exceptionnelles, à la hauteur de ce qui est attendu sur place […] Les propositions de l'État vont compléter celles des collectivités et des autres partenaires ». Il n'a pas détaillé les mesures, en dehors du « gel des loyers des HLM », mais le gouvernement a déjà annoncé notamment le versement en avril d'une prime de 200 euros à 60 000 foyers à faibles revenus.
  - L'annonce faite par le secrétaire d'État à l'Outremer, Yves Jégo, de son installation en Guadeloupe pour trouver une issue à la grève générale paralysant l'île depuis le 20 janvier a suscité des premières réactions positives, notamment du LKP, le Collectif contre l'exploitation outrancière d'Élie Domota, à l'origine du mouvement : « Il a pris la mesure de la situation et il va lancer la concertation pour apporter les réponses qu'il faut pour que le peuple de la Guadeloupe retrouve une meilleure qualité et condition de vie, ainsi que du pouvoir d'achat ».

- Lundi 2 février 2009 : Le secrétaire d'État à l'Outremer, Yves Jégo, annonce que le Revenu de solidarité active sera applicable dès 2009, avec un an d'anticipation, en Guadeloupe, où il devrait compter 61 000 bénéficiaires.

- Mardi 3 février 2009 :
  - Le secrétaire d'État à l'Outremer, Yves Jégo, annonce la mise en place « dès cette année » pour la Guadeloupe de 40 000 billets d'avion aller-retour à 340 euros Pointe-à-Pitre-Paris destiné aux « Guadeloupéens les plus modestes », soit « 10 % de la population de la Guadeloupe ».
  - Les gérants de stations-service de Guadeloupe ont mis fin à leur grève commencée le 19 janvier. Le président du syndicat professionnel des gérants de stations-service de Guadeloupe, Patrick Collet, annonce le réapprovisionnement des stations et leur ouverture au public dès mercredi.

- Mercredi 4 février 2009 : Le secrétaire d'État à l'Outremer, Yves Jégo, annonce avoir obtenu « un engagement clair, chiffré » des responsables de la grande distribution en Guadeloupe pour une baisse de 10 % d'une liste de 100 produits de première nécessité dans soixante supermarchés et hypermarchés de Guadeloupe et maintenus à ce niveau jusqu'à la fin de cette année. Il dit être aussi en négociation avec les banques pour obtenir une baisse de leurs tarifs et avec le patronat pour augmenter les salaires[2].

- Samedi 7 février 2009 : Plusieurs milliers de personnes ont manifesté à Basse-Terre, où les négociations à huis clos entre le patronat et le Liyannaj Kont Pwofitasyon (LKP), se poursuivent pour tenter de trouver un accord sur une augmentation salariale.

- Dimanche 8 février 2009 :
  - Après 21 heures de discussions à la préfecture de Basse-Terre, dimanche 8 février au matin, les négociateurs se sont séparés sans avoir résolu le point important des 200 euros d'augmentation pour les plus bas salaires, demandés par le LKP.
  - Le secrétaire d'État à l'Outremer, Yves Jégo, est parti en fin d'après-midi pour Paris où il doit rencontrer, le lendemain, le premier ministre François Fillon et son ministre de tutelle, la ministre de l'Intérieur, Michèle Alliot-Marie. Le leader du LKP, Élie Domota, a qualifié le départ d'Yves Jégo de « mépris le plus total » : « Ils ont aujourd'hui deux choix : soit discuter et négocier avec nous, soit tirer sur nous. La balle est dans leur camp, mais nous ne démordrons pas […] Nous appellerons à la mobilisation tous azimuts, à barrer toutes les routes et tous les ponts ».

- Lundi 9 février 2009 : Le journal Le Monde rend public des extraits du rapport d'étape rédigé par la mission d’inspection, qui examine depuis le mois de décembre 2008, le système de distribution de l’essence dans les DOM-TOM. Accablant pour les compagnies pétrolières, le secrétaire d'État à l'Outremer, Yves Jégo, évoque « un questionnement sur un enrichissement sans cause des compagnies pétrolières » qui pourrait se terminer « par une action judiciaire de l’État » contre elles.

- Mercredi 11 février 2009 : Le secrétaire d'État à l'Outremer, Yves Jégo, est de retour en Guadeloupe.

- Jeudi 12 février 2009 : Le secrétaire d'État à l'Outremer, Yves Jégo, a repris sa place à la table des négociations accompagné de Jean Bessière, adjoint au directeur général du travail, et de Serge Lopez, directeur général du travail d'Aquitaine. Yves Jégo affirme qu'il n'a « pas le sentiment » d'avoir été désavoué mais estime que « le rôle des médiateurs va être celui, difficile, d'accoucher d'un accord ». Dès le début des nouvelles négociations, le collectif LKP exprime son mécontentement et conteste l'existence d'un document diffusé par le gouvernement comportant « 131 points d'accord ». Les négociateurs du LKP affirment qu'ils ne reprendraient pas la discussion avant que l'État cosigne le préaccord élaboré dimanche avec le patronat. Ils « ne reprendront les discussions que sur la base du préaccord » prévoyant 200 euros d'augmentations salariales et 108 millions d'allègement de charges pour les entreprises. Une manifestation est en préparation pour samedi à l'appel du LKP.

- Vendredi 13 février 2009 :
  - Le président socialiste de la région Guadeloupe, Victorin Lurel accuse le président Nicolas Sarkozy d'être « indifférent » pour ne pas avoir évoqué, lors de l'émission radio-télévisée du 5 février, la situation aux Antilles et l'État français d'avoir trahi sa parole en refusant de reconnaître le préaccord, conclu la semaine dernière entre grévistes et patronat, prévoyant notamment une hausse de 200 euros des bas salaires.
  - Le secrétaire d'État à l'Outremer, Yves Jégo, assure n'avoir « jamais fait de promesses sur les salaires », tout en demandant au patronat de faire des propositions sur ce point pour sortir du conflit social qui paralyse la Guadeloupe : « Je n'ai jamais fait de promesses sur les salaires et je défie quiconque de trouver un écrit ou un enregistrement qui prouverait le contraire […] Quand on est en crise, après vingt-deux jours de blocage, je ne veux pas croire que tous les partenaires n'ont pas quelque chose à proposer. Le gouvernement l'a fait, les collectivités locales aussi. Il faut que les organisations patronales proposent quelque chose au regard des problèmes qui les concernent, c'est-à-dire les salaires ». Il rejette aussi l'idée d'un report de l'examen de la loi sur le développement de l'Outremer, qui doit avoir lieu le 10 mars, comme le réclament certains députés.
  - Selon le cabinet spécialisé Protourisme, le tourisme guadeloupéen perd environ 10 millions d'euros par semaine depuis le début de la grève générale et la fréquentation des hôtels est en chute des deux tiers, pourtant « les réservations étaient en hausse de 8 % cette année » notamment grâce à une récente « amélioration de la qualité de l'offre ». Selon le groupe Accor « les tours opérateurs ne commercialisent plus la destination » alors que le Club Méditerranée a déjà fermé son village qui accueille en temps normal près de 700 touristes, en raison des difficultés d'approvisionnement dans l'archipel (blanchisserie, essence…)[3].
  - Selon des sources patronales, la grève générale en Guadeloupe a fait perdre en un mois environ 100 millions d'euros de PIB. Une hausse de 200 euros des salaires nets représenterait un coût annuel de l'ordre de 500 millions d'euros pour les entreprises des quatre DOM (Guadeloupe, Martinique, Réunion et Guyane). Cette somme serait à multiplier par 1,8 si l'on incluait les charges : « Dire que toutes les entreprises peuvent payer 200 euros, c'est la meilleure façon de bloquer l'issue du problème ». Selon le Figaro, « la négociation menée en Guadeloupe aurait manqué quelque peu « de doigté », faisant fi de la diversité des entreprises, petites ou grandes»[4].

- Samedi 14 février 2009 :
  - Commémoration de la répression sanglante du mouvement des ouvriers et des paysans de l'industrie sucrière le 14 février 1952 dans la commune du Moule, siège de plusieurs usines de sucre et de distilleries de rhum et seul port de la côte atlantique. Cette répression menée par les CRS avait fait quatre morts et 14 blessés parmi les habitants de l'île[5].
  - Lors de la Commémoration de la répression sanglante de février 1952, le porte-parole du LKP, Élie Domota, affirme que le secrétaire d'État à l'Outremer, Yves Jégo, « appelle à la répression contre les manifestants » et que « l'État français a choisi » en réponse à la crise « de tuer les Guadeloupéens » : « Aujourd'hui, vu le nombre de gendarmes qui sont arrivés en Guadeloupe armés jusqu'aux dents, l'État français a choisi sa voie naturelle : celle de tuer les Guadeloupéens comme d'habitude »[6].

- Lundi 16 février 2009 :
  - Une cinquantaine de personnes sont interpellées aux alentours d'au moins neuf barrages érigés par les grévistes du collectif LKP sur les routes de la commune du Gosier proche de Pointe-à-Pitre et démantelés par les forces de l'ordre. Les autorités reprochent aux personnes arrêtées des « entraves à la circulation », et des « violences à l'encontre des forces de police avec jets de pierre ». Parmi les personnes interpellées, Alex Lollia, un des responsables du LKP. Les personnes interpellées sont libérées dans la journée, dix d'entre elles seront poursuivies devant le tribunal.
  - Le président socialiste du Conseil régional, Victorin Lurel appelle « solennellement l'ensemble de la population à garder son calme et son sang froid », dénonçant une « montée aux extrêmes » après des échauffourées aujourd'hui entre forces de l'ordre et grévistes, estimant que « la montée aux extrêmes à laquelle nous sommes en train d'assister porte en elle les germes d'une défaite qui serait notre échec à tous  […] La mobilisation pour obtenir la satisfaction des légitimes revendications peut se poursuivre sans en arriver à des violences dont la Guadeloupe tout entière souffrirait ».
  - Le premier ministre François Fillon déplore la multiplication de barrages routiers en Guadeloupe, estimant qu'ils ne constituaient pas des « moyens légaux » d'expression : « Il faut que les stations d'essence soient le plus possible accessibles, il faut que les gens puissent se déplacer, il faut que les Guadeloupéens puissent se procurer les produits de première nécessité. On ne doit pas faire de barrages sur les routes, on ne doit pas bloquer les stations-services, ça ne fait pas partie des moyens légaux d'expression [comme le sont] la grève [ou] la manifestation ».
  - Un « Comité pour la sauvegarde des libertés » appelle à une manifestation silencieuse pour le lendemain à Pointe-à-Pitre contre la paralysie de l'île en raison de la grève et lance une pétition sur Internet. Il juge « pas normal de ne pas pouvoir envoyer nos enfants à l'école », « de ne pas pouvoir travailler librement », « de ne pas pouvoir nourrir convenablement nos enfants », en raison de la fermeture des écoles, services publics et commerces.
  - Le leader du LKP, Elie Domota, qui mène la grève en Guadeloupe depuis près d'un mois préconise au cours d'un meeting « la poursuite et le renforcement de la mobilisation » mardi et les jours suivants « jusqu'à la satisfaction de nos légitimes revendications ».

- Mardi 17 février 2009 :
  - Plusieurs incendies ont été volontairement allumés dans la nuit de lundi à mardi. Ils ont touché des barrages mais aussi des bâtiments et des voitures. Quelque groupes de jeunes masqués ont jeté des pierres sur les gendarmes qui intervenaient pour lever des barrages routiers et sur les voitures de particuliers qui roulaient dont celle du procureur de la République.
  - Le président socialiste du Conseil régional Victorin Lurel estime que la Guadeloupe « est au bord de la sédition » alors que les négociations sont au point mort et que les médiateurs envoyés par le gouvernement sont « out » : « C'est une crise politique, c'est une crise institutionnelle, et on est au bord de la sédition », prédisant « une radicalisation, une montée aux extrêmes […] parce que l'État n'a pas respecté sa parole, parce qu'il y a un reniement, parce que l'État n'est pas autour de la table de négociations, et que les deux médiateurs laissés par M. Jégo sont complètement « out », et que donc on a l'impression de vide du pouvoir ».
  - La ministre de l'Intérieur et de l'Outre-mer, Michèle Alliot-Marie, appelle « chacun au calme, à la responsabilité et à la retenue », estimant qu'il était « indispensable de rappeler que chacun a un droit légitime à s'exprimer, y compris au travers de manifestations, mais que ce droit ne doit en aucun cas porter atteinte à la sécurité de tous et à la paix publique ».
  - Le préfet de la Guadeloupe, Nicolas Desforges, indique avoir appelé le leader du LKP Elie Domota pour évoquer avec lui un « appel au calme » après une nuit d'incidents et de pillages : « J'ai appelé M. Domota pour lui dire qu'il fallait que nous conservions, lui et moi, la maîtrise de la situation, que j'étais dans une logique de responsabilité et que je souhaitais qu'il le soit : nous sommes convenus qu'il lancerait, de son côté, un appel au calme [… Le préfet déclare] distinguer le comportement des manifestants, qui est digne, du comportement des petits groupes délictueux qui, masqués, jettent des pierres à la tête des forces de l'ordre. [… Il sera] extrêmement ferme à propos de cette deuxième catégorie » de manifestants.
  - Dans la soirée, le leader du LKP, Elie Domota, a lancé aux manifestants un appel  au calme en créole : « Ne mettez pas votre vie en danger, ne mettez pas la vie des autres en danger […] Ne répondez pas à la provocation mais demandant dans  le même temps au préfet de « retirer ses gendarmes ».

- Mercredi 18 février 2009 :
  - Dans la nuit de mardi à mercredi, malgré l'appel au calme du LKP, de violentes échauffourées ont opposé une centaine de jeunes à des gendarmes à Baie-Mahault dans la zone commerciale. Certains d'entre eux, munis de fusils à pompe, ont tiré à balles réelles en direction de la police blessant légèrement trois gendarmes. À Pointe-à-Pitre, plusieurs magasins ont été pillés et des barrages installés, dont certains enflammés, dans plusieurs rues de la ville. Dans le quartier Chanzy, un homme d'une cinquantaine d'années a été tué par une balle tirée « depuis un barrage tenu par des jeunes » alors qu'il se trouvait à bord d'une voiture. Il s'agit d'« un syndicaliste qui revenait d'un meeting ». Trois policiers qui accompagnaient les pompiers venus porter secours à ce syndicaliste ont été blessés par des tirs de plombs, provenant « vraisemblablement d'une arme de chasse »[7],[8].
  - Le leader du LKP Elie Domota estime que le secrétaire d'État à l'Outre-Mer Yves Jégo et le préfet de région portaient « l'entière responsabilité » des violences de la nuit en Guadeloupe, et accuse les forces de l'ordre de racisme : « Nous avons toujours dit, singulièrement aux jeunes, de ne ni mettre leur vie en danger, ni celle de quiconque, et de rentrer chez eux, et de toujours continuer à manifester dans le calme tel que nous le faisons depuis maintenant un mois ».
  - Le porte-parole de l'UMP Frédéric Lefebvre accuse le collectif LKP à la tête du mouvement de grève de « laisser déraper » le mouvement, au lendemain d'une nuit de violences : « Alors que le gouvernement a présenté un plan de soutien à l'activité et aux Guadeloupéens les plus fragiles, alors que toutes les forces politiques de la Guadeloupe ont appelé au calme, le collectif a pris la responsabilité de durcir le mouvement avant de le laisser déraper […] C'est à la fois contreproductif et stupide, car ceux qui paient les pots cassés sont les Guadeloupéens les plus modestes qui souffrent du blocus et qui vont perdre leur emploi à cause de la prise en otage de l'activité économique en Guadeloupe […] De même doivent cesser les récupérations de tous poils qui, en mettant de l'huile sur le feu, cherchent à compliquer la sortie de crise au mépris de la population guadeloupéenne ».
  - La ministre de l'Intérieur, Michèle Alliot-Marie, annonce l'envoi dès ce soir de quatre escadrons supplémentaires en Guadeloupe, soit environ trois cents hommes, pour tenter d'apaiser les violences. La gendarmerie est la principale force de sécurité publique sur l'île, qui compte déjà six escadrons de gendarmerie mobile (deux escadrons habituellement sur place, et quatre appelés en renfort depuis le début de la crise). Sept cent cinquante gendarmes mobiles au total, destinés spécifiquement au maintien de l'ordre, seront donc présents en Guadeloupe mais il n'y aura pas de renforts policiers.

- Jeudi 19 février 2009 :
  - Dans la nuit de mercredi à jeudi, 33 interpellations sont opérées par les forces de l'ordre, alors que cinq magasins ont été attaqués et incendiés à Pointe-à-Pitre, Sainte-Anne, Saint-Claude et Baie-Mahault. Des balles tirées sur les forces de l'ordre et la mairie de Sainte-Rose mise à sac[9].
  - L'ancien leader de la Confédération paysanne, José Bové, est venu soutenir, à l'invitation du LKP les manifestants guadeloupéens : « Je suis venu à l'invitation du LKP : cela fait des années que je travaille avec des Guadeloupéens, notamment avec l'Union des paysans guadeloupéens, qui fait partie du LKP depuis le début. C'est donc un travail qui se fait pour moi dans la continuité ».

- Samedi 21 février 2009 : Dans la nuit de vendredi à samedi, un motard de 23 ans, qui ne portait pas de casque, se tue après avoir percuté un barrage érigé à Saint-François, près de Pointe-à-Pitre, tenu par des militants du LKP, qui se sont sauvés.

- Dimanche 22 février 2009 :
  - Obsèques du syndicaliste, Jacques Bino, tué par balle dans la nuit de mardi à mercredi. La cérémonie religieuse a lieu au stade de Petit Canal, à une trentaine de kilomètres de Pointe-à-Pitre. Des centaines de Guadeloupéens et des personnalités politiques ont défilé devant le cercueil du syndicaliste, dont l'altermondialiste José Bové et le leader du Nouveau parti anticapitaliste Olivier Besancenot.
  - L'ex-candidate socialiste Ségolène Royal demande au premier ministre François Fillon d'assister aux négociations sociales en Guadeloupe et au patronat de mettre sur la table dès lundi 200 euros d'augmentation des salaires comme le demande le LKP, sous peine, selon elle, d'une « révolution ».
  - Le secrétaire général du Medef Guadeloupe, Jean-Luc Lubin, estime que Ségolène Royal « est très très mal placée pour venir mettre de l'huile sur le feu, aujourd'hui on a besoin de sérénité dans ce pays et non pas de politiciens arrivistes, qui viennent nous donner des leçons [et] nous dire ce qui est bon, ce qui n'est pas bon […] Maintenant çà commence à suffire cette affaire là, maintenant si elle n'a rien à dire, qu'elle se casse ».
  - Le leader du LKP, Elie Domota, également secrétaire général du syndicat UGTG et directeur adjoint de l'ANPE de Guadeloupe, qualifie de « véritable usine à gaz » la proposition des médiateurs pour parvenir à une hausse proche de 200 euros pour les bas salaires en Guadeloupe, proposant le versement par les entreprises d'une prime exceptionnelle exonérée de cotisations sociales et un complément venant du RSA et de la prime pour l'emploi[10].

- Jeudi 26 février 2009 :
  - Tôt le matin, le Medef et sept autres organisations patronales annoncent refuser de rejoindre la table des négociations en raison d'un « climat d'intimidation et de violences » entretenu par le collectif intersyndical LKP. Le préfet s'inscrit en faux  contre les affirmations du Medef selon lesquelles son président, Willy Angèle, aurait été physiquement menacé par le leader du LKP, Elie Domota, durant les négociations de la veille. Même si le président de la Fédération locale du Médef peut, selon le préfet, se plaindre « d'une attitude déplacée » lorsque Elie Domota « a eu un geste déplacé envers M. Angèle, trois policiers du RAID se sont interposés », « M. Angèle n'a pas été touché par M. Domota »[11].
  - Des centaines de manifestants du LKP ont envahi les locaux de RFO-Guadeloupe à Baie-Mahault demandant à « s'exprimer à l'antenne ». Les manifestants s'opposent à « un projet de la direction de RFO de diffuser RFO-Guadeloupe depuis Paris », selon le rédacteur en chef de la radio[12].
  - Un accord partiel sur une augmentation des salaires de 200 euros en Guadeloupe a été signé, avec le collectif intersyndical LKP et deux organisations patronales, l'Union des chefs d'entreprise de Guadeloupe et le Collectif des entrepreneurs, représentant des entreprises employant quelque 17 000 salariés.

- Vendredi 27 février 2009 : Tard dans la soirée, après 39 jours de grève, le Collectif LKP signe avec cinq organisations patronales — à l'exception du Medef — en présence du préfet Nicolas Desforges, un « accord régional interprofessionnel sur les salaires en Guadeloupe », qui revalorise de 200 euros nets une partie des plus bas salaires.

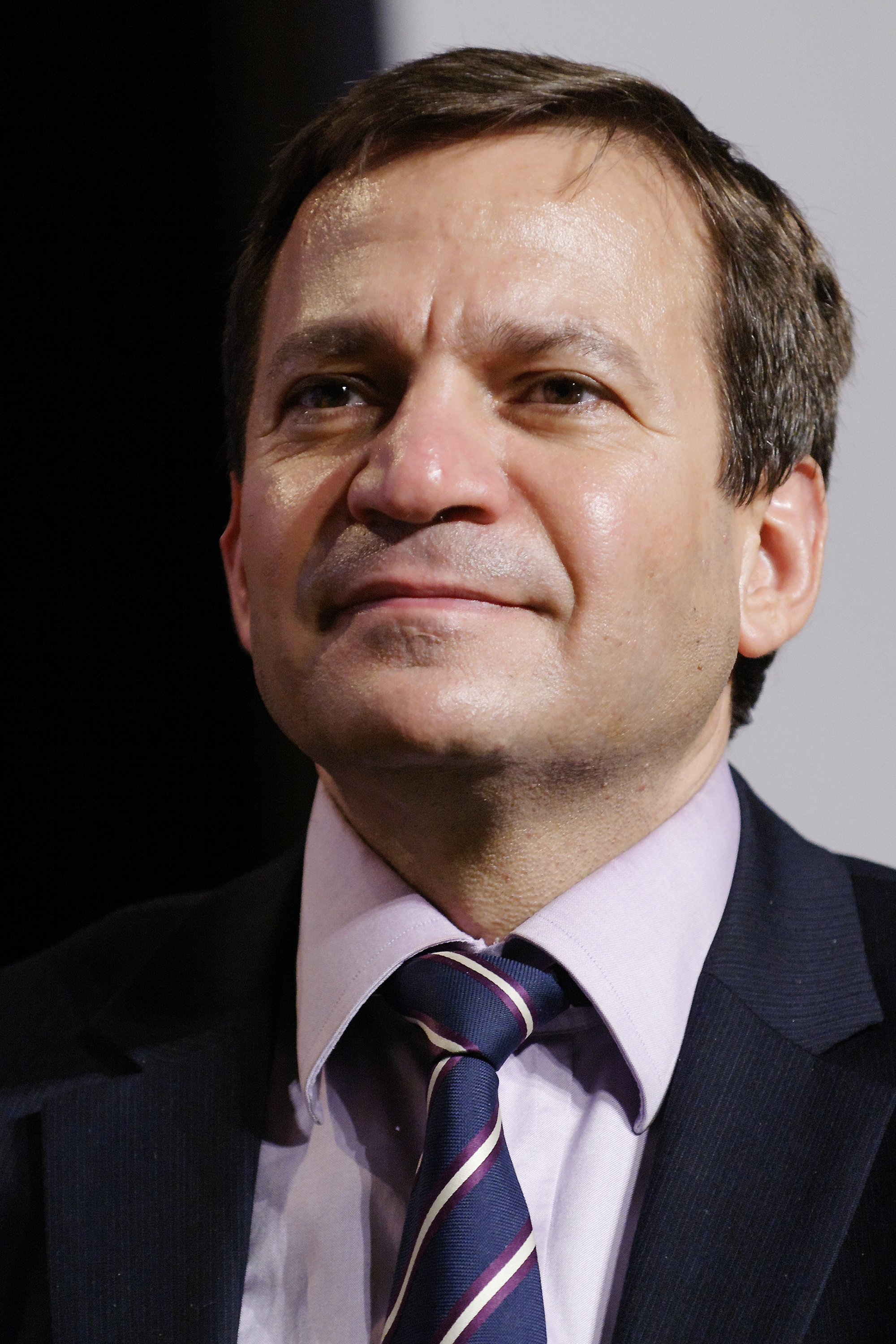
Patrick Karam (mars 2010)

### Mars
- Lundi 2 mars 2009 :
  - Le délégué interministériel pour l'égalité des chances des Français d'outre-mer, Patrick Karam, appelle  le Medef-Guadeloupe à « appliquer unilatéralement les bonus de vie chère qu'ils ont établis dans leur propre proposition d'accord interprofessionnel […] Cet engagement, qui est de l'intérêt même des entreprises comme des salariés, devrait permettre une sortie de crise honorable estimant urgent de mettre un terme à une situation intenable pour tous les Guadeloupéens ». Le Medef a proposé entre 50 et 90 euros par salarié selon la taille des entreprises et leur secteur d'activités. L'accord signé vendredi prévoit que la première année l'État versera 100 euros par salarié jusqu'à 1,4 SMIC (revenu supplémentaire temporaire d'activité - RSTA), les collectivités locales 50 et le patronat 50, mais les entreprises devront assurer à terme la totalité de la prime.
  - Une manifestation d'un millier de personnes, réunies à l'appel du collectif guadeloupéen LKP, ont manifesté pendant 3 heures dans le calme devant les portes closes du vaste centre commercial de Baie-Mahault (à huit kilomètres à l'ouest de Pointe-à-Pitre).

### Avril
- Vendredi 3 avril 2009 : Le leader du LKP, Élie Domota à l'origine des 44 jours de grève en Guadeloupe, menace de « beaucoup de grèves » dans l'île, alors que le gouvernement s'apprête à annoncer une extension limitée de l'accord Bino : Il y aura des grèves dans toutes les entreprises car l'Etat, sous les ordres du Medef, a fait le choix d'installer durablement des troubles sociaux en Guadeloupe. L'accord Bino, signé par des organisations patronales minoritaires, prévoit une augmentation salariale de 200 euros en Guadeloupe, intégralement pris en charge par les entreprises dans trois ans, et financés entretemps par l'État (100 €) et les Conseils général et régional (50 € pendant un an)[13].

- Samedi 4 avril 2009 : Les principales centrales syndicales guadeloupéennes, dont celle d'Élie Domota, porte-parole du collectif LKP qui a mené la longue grève, ont décidé de ne pas participer aux états-généraux de l'outre-mer décidés par le président Nicolas Sarkozy.

### Juin
- Samedi 27 juin 2009 : Le président socialiste du conseil régional de Guadeloupe, Victorin Lurel, s'est dit « satisfait »  de la ligne fixée par le président Nicolas Sarkozy, à savoir une « évolution à la carte » pour les deux départements-régions d'outre-mer. Estimant que « les Martiniquais sont prêts à évoluer dans leurs institutions, sont prêts à demander plus d'autonomie », en revanche, c'est le cas aussi « en Guadeloupe, mais avec un rythme et un tempo différents ». Il a également approuvé les propos de Nicolas Sarkozy qui a estimé que « le droit de grève ne peut être utilisé comme un instrument de propagande et de déstabilisation politique », dans une allusion au long mouvement social mené il y a quelques mois à l'initiative du collectif LKP[14].